# Лазник Петро Іванович
Петро Іванович Лазник (нар. 25 травня 1943, село Благовіщенка, тепер Пологівського району Запорізької області — 18 травня 2020, місто Херсон) — український і радянський діяч, секретар Херсонського обласного комітету КПУ, 1-й секретар Херсонського обласного комітету ЛКСМУ, голова Херсонської міжгалузевої обласної ради профспілок.

## Біографія
У 1962 році закінчив професійно-технічне училище в місті Донецьку, здобув спеціальність електрослюсаря із обслуговування шахтної автоматики. Трудову діяльність розпочав у 1962 році електрослесарем шахти імені Челюскінців у Донецьку.
З 1962 по 1965 рік служив у Радянській армії.
У 1965—1970 роках — студент Херсонського сільськогосподарського інституту, вчений агроном. На третьому курсі був вибраний секретарем комсомольської організації інституту. Член КПРС.
У 1970—1973 роках — заступник завідувача відділу, секретар Херсонського обласного комітету комсомолу (ЛКСМУ).
У 1973 — вересні 1976 року — 1-й секретар Херсонського обласного комітету ЛКСМУ.
У 1976—1978 роках — голова  правління колгоспу «Нове життя» Каховського району Херсонської області.
У 1978—1982 роках — 1-й секретар Горностаївського районного комітету КПУ Херсонської області.
У 1982—1987 роках — інспектор ЦК КПУ в Києві.
У березні 1987 — серпні 1991 року — секретар Херсонського обласного комітету КПУ з питань агропромислового комплексу.
У 1991—1996 роках — заступник начальника Управління сільського господарства і продовольства виконавчого комітету Херсонської обласної ради.
У 1996—2001 роках — голова Херсонського обласного комітету профспілки працівників агропромислового комплексу.
У 2001—2003 роках — 1-й заступник начальника Головного управління сільського господарства і продовольства Херсонської обласної державної адміністрації.
У 2003—2005 роках — голова Херсонського обласного комітету профспілки працівників агропромислового комплексу.
У 2005—2017 роках — голова Херсонської міжгалузевої обласної ради профспілок.
З 2017 року — не пенсії.

## Нагороди та відзнаки
- орден «Знак Пошани» (1976)
- дві медалі
- почесна грамота Херсонської обласної державної адміністрації